# Josef Hamršmíd
Prelát Fra Josef Hamršmíd (8. září 1859 Dětenice u Jičína – 31. srpna 1939 Praha) byl kněz, učenec a historický spisovatel. Byl převorem Řádu maltézských rytířů a celý život spravoval archiv maltézského řádu v Praze, viz Maltézská knihovna v Praze.

## Životopis
Vystudoval gymnázium v Mladé Boleslavi. V roce 1878 vstoupil do maltézského řádu a na kněze byl vysvěcen v roce 1883. V roce 1903 se stal převorem maltézského řádu v Čechách.
Byl infulovaným převorem Maltézských rytířů a zasloužilý člen Křesťanské akademie v Praze, kde působil hlavě v uměleckém odboru, a kde byl od roku 1892 členem ředitelství a inspektorem jejího paramentního ústavu.
Zajímal se o historii – především českou církevní, a napsal také stručné dějiny rodných Dětěnic. Byl autorem rozsáhlé studie Jošt z Rožmberka a jeho doba (1892) a řady dalších odborných děl. Publikoval v časopisech Blahověst, Vlast, Časopis katolického duchovenstva, Sborník historického kroužku, Vychovatel, Method a Hlídka literární.
O jeho přednáškách a spisovatelské činnosti psaly časopisy Národní Obnova a Lidové Listy.
Publikoval také práce ze sociologie, církevního práva a výtvarného umění – obdivoval české baroko.

## Ocenění
Prelát Fra Josef Hamršmíd obdržel:
- zlatý maltézský kříž
- říjen 1926 – srbský Řád sv. Sávy na velvyslanectví Království Srbů, Chorvatů a Slovinců[5]

## Úmrtí
Zesnul 31. srpna 1939 v Praze a pochován byl 2. září 1939 ve vesnici Osenice u Jičína, nacházející se asi 1 km na sever od rodných Dětěnic (dnes jejich část).